# Guldbrun höstmal
Guldbrun höstmal, Ypsolopha sarmaticella, är en fjärilsart som först beskrevs av Hans Rebel 1917.  Guldbrun höstmal ingår i släktet Ypsolopha, och familjen Höstmalar, Ypsolophidae. Enligt den finländska rödlistan är arten nära hotad, NT, i Finland. Arten är ännu inte påträffad i Sverige. Artens livsmiljö är parker, trädgårdar och ruderatmark, där värdväxten, häckkaragan, finns.